# Алценау
Алценау (њем. Alzenau) град је у њемачкој савезној држави Баварска. Једно је од 32 општинска средишта округа Ашафенбург. Према процјени из 2010. у граду је живјело 18.816 становника. Посједује регионалну шифру (AGS) 9671111.

## Географија
Алценау се налази у савезној држави Баварска у округу Ашафенбург. Град се налази на надморској висини од 126 метара. Површина општине износи 59,3 km².

## Становништво
У самом граду је, према процјени из 2010. године, живјело 18.816 становника. Просјечна густина становништва износи 317 становника/km².

## Међународна сарадња
| Мјесто        | Држава    | Врста сарадње | Од    |
| ------------- | --------- | ------------- | ----- |
|               | Пољска    | контакт       | 2000. |
| Синд-Оденроде | Холандија | партнерство   | 1968. |
|               | Француска | партнерство   | 1986. |
| Пфафштетен    | Аустрија  | партнерство   | 1972. |
| Извор         |           |               |       |